# The Librarians
The Librarians es una serie de televisión estadounidense desarrollada por John Rogers, emitida en TNT, y estrenada el 7 de diciembre de 2014. Es un spin off de la saga de películas del mismo nombre, compartiendo continuidad con las películas.
El 8 de marzo de 2018, el director ejecutivo, Dean Devlin, anunció a través de Twitter que TNT había cancelado la serie. Sin embargo aclaró que inició el proceso para trasladarla a otro canal.

## Sinopsis
La serie sigue a cuatro personas, Eve Baird (Rebecca Romijn), quien fue elegida por la Biblioteca para ser un nuevo guardián, así como Ezekiel, Cassandra y Jacob, quienes fueron interrogados para aplicar a la Biblioteca en convertirse en The Librarian, pero no fueron escogidos, si no que el elegido fue Flynn Carsen (Noah Wyle). Mientras Flynn está buscando la Biblioteca (la cual está perdida en el tiempo y el espacio durante el episodio piloto), los cuatro convertidos en un nuevo equipo de Bibliotecarios para solucionar misterios imposibles, recuperar potentes artefactos, y luchar contra amenazas sobrenaturales, especialmente las fuerzas de la Hermandad de la Serpiente, dirigida por el misterioso inmortal Dulaque (Matt Frewer).
La segunda temporada ofreció un par de nuevos villanos, ambos de ficción: Próspero (Richard Cox), de la obra de Shakespeare La tempestad, y Moriarty (David S. Lee), jefes de los némesis de Sherlock Holmes. El primero quedó posicionado como el villano más malvado, intentando usar la magia para destruir el mundo con el fin de recrearla a su gusto. Moriarty es más que un villano gris, generalmente alineado con Próspero pero dispuesto a aliarse con los Bibliotecarios cuándo conviene a sus propios intereses.

## Temporadas
El 12 de febrero de 2015, TNT renovó la serie para una segunda temporada de 10 episodios, que se emitió del 1 de noviembre al 27 de diciembre de 2015. El 15 de diciembre de 2015, TNT renovó la serie por un tercer episodio de 10 episodios. temporada, que se emitió del 20 de noviembre de 2016 al 22 de enero de 2017. El 24 de enero de 2017, TNT renovó la serie para una cuarta y última temporada, que se emitió del 13 de diciembre de 2017 al 7 de febrero de 2018. El 8 de marzo de 2018 TNT canceló la serie.
| Temporadas | Temporadas | Episodios | Primera emisión         | Última emisión          |
| ---------- | ---------- | --------- | ----------------------- | ----------------------- |
|            | 1          | 10        | 7 de diciembre de 2014  | 18 de enero de 2015     |
|            | 2          | 10        | 1 de noviembre de 2015  | 27 de diciembre de 2015 |
|            | 3          | 10        | 20 de noviembre de 2016 | 22 de enero de 2017     |
|            | 4          | 12        | 13 de diciembre de 2017 | 7 de febrero de 2018    |

### Películas
- The Librarians, en busca de la lanza perdida (2004)
- The Librarians, el mapa del rey Salomón (2006)
- The Librarians, la maldición del cáliz de Judas (2008)

## Reparto

### Principales
- Rebecca Romijn como la coronel Eve Baird (doblado en Hispanoamérica por Luciana Falcón): una agente de la OTAN, antes de ser escogida como el ''guardián'' de Flynn, encargada de proteger y entrenar a los nuevos Bibliotecarios.
- Christian Kane como Jacob Stone (doblado en Hispanoamérica por Javier Gómez): un empleado de Oklahoma y genio con un IQ de 190 y un extenso conocimiento de la Historia del Arte y Arquitectura. Ha ocultado su elección por su familia. Mientras aún no confía en Cassandra después de su traición en el estreno,  ha mostrado que está dispuesto de trabajar con ella debido a sus contribuciones a la Biblioteca.
- Lindy Booth como Cassandra Cillian (doblado en Hispanoamérica por Vanina García): una matemática que sufre alucinaciones auditivas y sensoriales vinculadas a la recuperación de memoria. Tiene un tumor cerebral (Oligodendroglioma), diagnosticado en su niñez, el cual causa dolor si piensa demasiado, causando sus alucinaciones. Debido al dolor extremo, Stone le ha enseñado a conectarse a una memoria pacífica durante sus pensamientos para conseguir más allá de sus dolores.
- John Kim como Ezekiel Jones (doblado en Hispanoamérica por Alejandro Graue): un ladrón, "maestro de tecnologías", y seguidor de delitos clásicos quién disfruta jugar el papel de un hombre internacional de misterio. Es un ladrón experto, habiendo pirateado la red de seguridad de la Policía de Londres, la Agencia de Seguridad Nacional, y numerosas otras agencias de aplicación de la ley. Prefiere confiar en su suerte e ingenio, no mostrando mucha preocupación hacia los demás hasta que consigue a un punto de darse cuenta algo importante sobre el caso actual.
- John Larroquette como Jenkins (Galeas/Galahad) (doblado en Hispanoamérica por Ricardo Alanis): el cuidador del cuarteto, a veces un cascarrabias; ha trabajado en la oficina de rama de La Biblioteca "por más tiempo de lo que nadie sabe" y tiene un extenso conocimiento del folclore antiguo. Se ha visto también que tiene alguna conexión radicada a Dulaque, revelado en el episodio "Y la Manzana de la Discordia". Más tarde, se explicó que ambos son inmortales debido a que Dulaque lanzó un hechizo 1.000 años antes. Era conocido durante el reinado del Rey Arturo como Sir Galahad, revelado en el episodio "Y El Telar de Destino".  También hace siglos que conoce a Morgana le Fay (Alicia Witt), y es su archienemigo.

### Recurrentes
- Noah Wyle como Flynn Carsen (doblado en Hispanoamérica por Diego Brizzi): el Bibliotecario, que formó el nuevo equipo, con Eve al mando.
- Matt Frewer como Dulaque: el misterioso dirigente inmortal de la Hermandad de Serpiente, quién tiene relaciones pasadas con Jenkins.  Era conocido durante el reinado del Rey Arturo como Sir Lanzarote del Lago, revelado en el episodio "Y El Telar del Destino". La versión más joven suya en aquel episodio fue retratada por Jerry O'Connell. (Primera temporada)
- Lesley-Ann Brandt como Lamia (doblada en Hispanoamérica por Mariana de Iriaola): Es la segunda al mando de la Hermandad de la Serpiente. (Primera temporada)
- Jane Curtin como Charlene, un empleado de la lúgubre biblioteca que entrevistó a Flynn para el trabajo de 'El Bibliotecario'. (Primera temporada)
- Bob Newhart como Judson: un ex-Bibliotecario quién ahora actúa como mentor a quienes toman el manto. (Primera temporada)
- Richard Cox como Próspero: el personaje de Shakespeare vuelto a la vida quién ve su posibilidad en retomar el poder ahora que la magia está de vuelta al mundo. (Segunda temporada) En el episodio 10 de la temporada 2, Los Bibliotecarios y la Cortina Final,  se reveló que Próspero no es un personaje ficticio, sino que es el mismísimo Shakespeare.
- David S. Lee como el Profesor Moriarty: un personaje de ficción vuelto a la vida por Próspero ayudándolo en su búsqueda. (Segunda temporada)
- Beth Riesgraf como Dama del Lago

### Episódios
Clara Lago como Estrella. La actriz española interviene en la serie norteamericana como vampira buena coprotagonizando  el episodio "La cuestión eterna"

## Producción

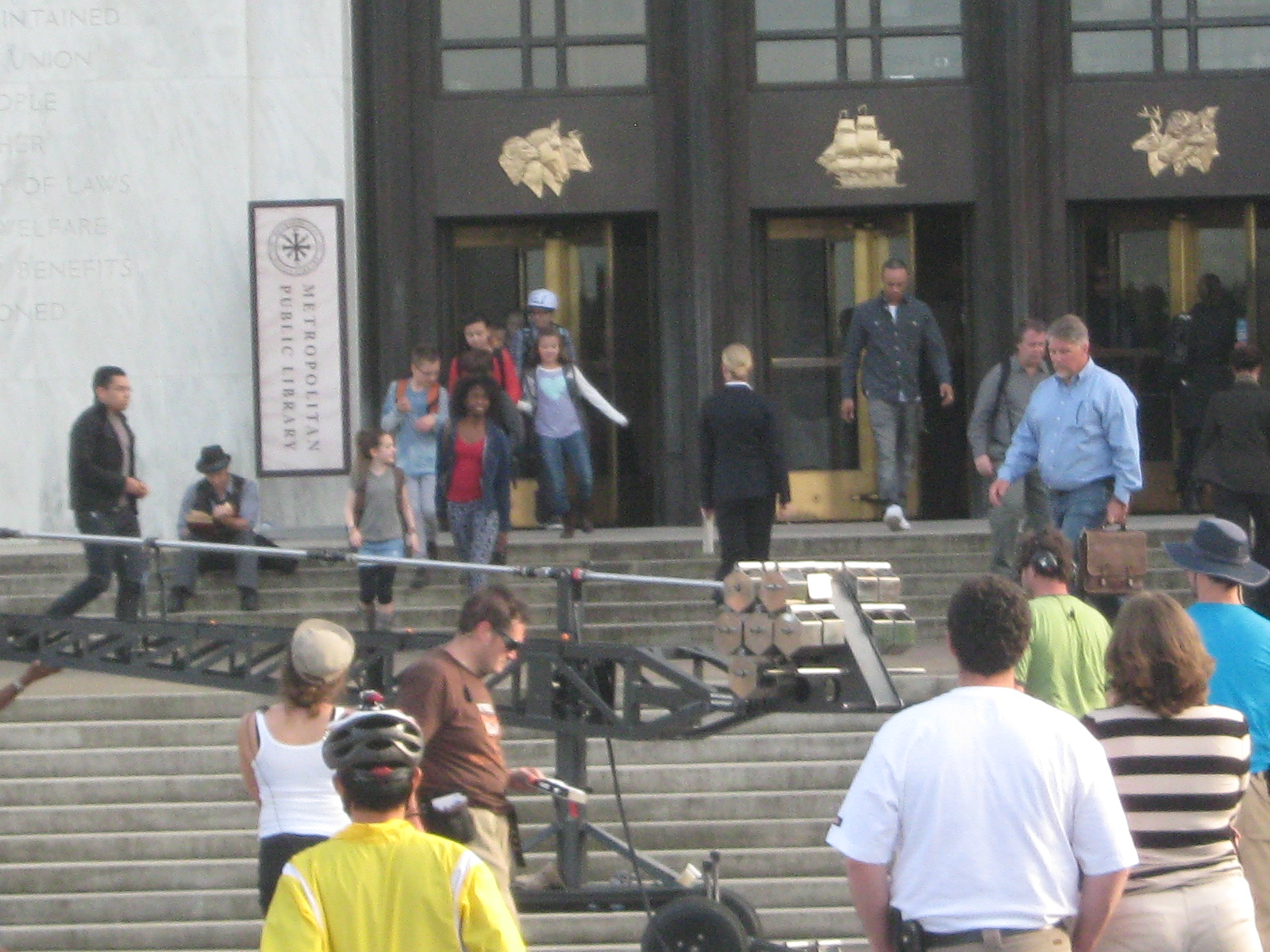
Una escena para Los Bibliotecarios que son filmados en el Capitolio del estado de Oregón en Salem.

TNT ordenó diez episodios en la versión en serie de The Librarians, siguiendo el reparto original que incluye a Noah Wyle, Bob Newhart, y Jane Curtin, así como cinco personajes nuevos quiénes trabajan para la serie. La serie se filma en Portland, Oregón. Algunas escenas fueron filmadas en el Capitolio del estado de Oregón en Salem. El teaser tráiler se estrenó justo después del final de temporada de Falling Skies.

## Emisión
La serie se estrenó en más de 100 países en Universal Channel dentro 24 horas de su estreno en los Estados Unidos. En Canadá, la serie fue estrenada el 7 de diciembre de 2014 en Space. En el Reino Unido, la serie fue originalmente estrenada en Universal Channel, sin embargo,  se anunció su cambio al canal Syfy, estrenándose el 8 de diciembre de 2014. En Australia, la serie fue estrenada en Universal Channel el 9 de diciembre de 2014, y regresó con su segunda temporada el 5 de noviembre de 2015. La serie se estrenó en Nueva Zelanda en el canal The Zona el 17 de febrero de 2015.

### Sindicación
Los primeros dos episodios también aparecieron como largometraje el 12 de diciembre de 2014 en The CW.

### España
En España en primer lugar se emitió todas las temporadas y todas las películas en:
TNT España es propiedad de WarnerMedia, se emite en España a través de Movistar+ (dial 15), Vodafone (dial 30), Orange TV (dial 11), Euskaltel (dial 16), R (dial 22), Telecable (dial 9), TotalChannel y Sky.
Posteriormente se emitió en Paramount Network (España).
Actualmente todas las temporadas y películas en España están disponibles en SkyShowtime.

## Recepción
The Librarians recibió una puntuación de 63 de 100 en Metacritic basado en 11 críticas ''generalmente favorables''. El sitio web de críticas Rotten Tomatoes informaron unos 70 críticos de porcentaje que valoran con un índice medio de 6.7 de 10 basado en 14 críticas. El consenso de sitio web decía: " es algo familiar, pero The Librarians ofrece diversión familiar con una mezcla de estupidez y aventura".